# Leopold von Apfaltern
Leopold von Apfaltern, auch Leopold Apfaltrer von Apfaltern (* 15. Oktober 1731 in Grünhof (Krain), Krain; † 9. Dezember 1804 in Győr) war ein Jesuit und Mathematiker.

## Leben
Leopold von Apfaltern entstammte der Freiherrenfamilie Apfaltern und war der Sohn Ignaz von Apfalterns und dessen Frau Josepha von Gussich. Zunächst wurde er in Laibach vorgebildet. 1746, also 16-jährig, trat er den Jesuiten bei. Nach dortigen Probejahren studierte er in Leoben Rhetorik. Weitere drei Jahre verbrachte er in Graz und lernte dann weiter in Laibach. Einige Jahre darauf ging er wieder nach Graz, wo er sich mit Mathematik beschäftigte. In Tyrnau erlernte er die griechische sowie die hebräische Sprache, ging dann weiter nach Passau, anschließend weiter nach Görz und schlussendlich wieder nach Graz, wo er vier Jahre lang Theologie studierte und den Grad eines Baccalaureus der Theologie erhielt. In seiner freien Zeit widmete er sich der Mathematik.
Seine Priesterweihe fand 1761 statt und legte am 2. Februar 1765 sein viertes Ordensgelübde ab. Er wirkte ab 1765 als Mathematiklehrer an einem Gymnasium zu Klagenfurt. Ab 1780 war er Domherr zu Győr. Dort starb er 1804 im Alter von 73 Jahren.
Die kärntnerische Ackerbaugesellschaft, der er neben der steiermarkischen und der krainischen angehörte, verlieh von Apfaltern 1766 einen Preis zu seiner Schrift Ueber das ächte Verhältniß der Wiesen zu den Aeckern in Kärnten.

## Werke
- Ueber das ächte Verhältniß der Wiesen zu den Aeckern in Kärnten (Klagenfurt 1768)
- Vergleichungstafeln altkärntnerischer Masse und ihrer Preise mit den neu österreichischen und ihrer Preise
- Dissertatio de motu Rhombi conici (Klagenfurt 1772)
- Abhandlung von dem Drucke der Gewölber auf ihre Seitenmauer (Wien 1782, Online)